# Onthophagus ouratita
Onthophagus ouratita är en skalbaggsart som beskrevs av Matthews 1972. Onthophagus ouratita ingår i släktet Onthophagus och familjen bladhorningar. Inga underarter finns listade i Catalogue of Life.